# Saison 3 de Once Upon a Time
Chronologie
Saison 2 Saison 4
Cet article présente les vingt-deux épisodes de la troisième saison de la série télévisée américaine Once Upon a Time.

## Synopsis
Alors que Tamara et Greg, déterminés à faire disparaître la magie, ont enlevé Henry pour l'emmener au Pays Imaginaire. Emma, Blanche-Neige, Charmant, Regina, Crochet et Rumplestilskin sont partis à sa rescousse et font cap sur Neverland. Là-bas, ils vont devoir affronter un adversaire redoutable : Peter Pan et son ombre maléfique…
Dans la seconde partie de la saison, ils affrontent Zelena, la méchante sorcière de l'Ouest.
Dans la toute dernière scène, la Reine des neiges est libérée d'une urne, qu'elle détruit, avant de sortir pour se rendre a Storybrooke.

## Distribution

### Acteurs principaux
Note : Ici devront être listés les acteurs considérés comme principaux par leur cachet.
- Ginnifer Goodwin (VF : Marie-Eugénie Maréchal) : Blanche-Neige / Mary Margaret Blanchard (22/22)
- Jennifer Morrison (VF : Cathy Diraison) : Emma Swan (22/22)
- Lana Parrilla (VF : Nathalie Homs) : la Méchante Reine / Regina Mills (22/22)
- Joshua Dallas (VF : Thomas Roditi) : James, le Prince charmant / David Nolan (22/22)
- Émilie de Ravin (VF : Karine Foviau) : Belle / Lacey (17/22)
- Colin O'Donoghue (VF : Rémi Bichet) : le capitaine Crochet / Killian Jones (22/22)
- Michael Raymond-James (VF : Mark Lesser) : Neal Cassidy / Baelfire (15/22)
- Jared S. Gilmore (VF : Enzo Ratsito) : Henry Mills (19/22)
- Robert Carlyle (VF : Boris Rehlinger) : Rumpelstiltskin / la Bête / le crocodile / M. Gold (19/22)

### Acteurs récurrents
- Lee Arenberg (VF : Enrique Carballido) : Grincheux / Leroy
- Raphael Sbarge (VF : Guillaume Lebon) : Jiminy Cricket / Archie Hopper
- Beverley Elliott (VF : Mireille Delcroix) : la veuve Lucas / Granny
- Keegan Connor Tracy (VF : Léa Gabriele) : la Fée bleue de Pinocchio / la mère supérieure du couvent de Storybrooke
- Robbie Kay (VF : Benjamin Bollen) : Peter Pan / le père de Rumpelstiltskin / Le Joueur de flûte de Hamelin (11 épisodes)
- Rebecca Mader (VF : Odile Cohen) : Zelena, la méchante sorcière de l'ouest (9 épisodes)
- Sean Maguire (VF : Jérémie Covillault) : Robin des Bois (6 épisodes)
- Rose McIver (VF : Julie Turin) : la Fée Clochette (7 épisodes)
- Meghan Ory (VF : Anne Mathot) : Scarlet, le Petit Chaperon rouge / Ruby (épisode 12, 13, 21 et 22)
- David Anders (VF : Denis Laustriat) : Dr Victor Frankenstein / Dr Whale
- Sarah Bolger (VF : Jessica Monceau) : La princesse Aurore
- Jamie Chung (VF : Geneviève Doang) : Fa Mulan
- Julian Morris (VF : Taric Mehani) : le prince Phillip (récurrence à travers les saisons)
- Raphael Alejandro (VF : Bianca Tomassian) : Roland (7 épisodes)
- Gabe Khouth (VF : Alain Berguig) : Atchoum / M. Clark (7 épisodes)
- Michael Coleman (VF : Charles Borg) : Joyeux (6 épisodes)
- David-Paul Grove (VF : Jean-Marc Charrier) : Prof (6 épisodes)
- Faustino Di Bauda : Dormeur / Walter (6 épisodes)
- Jeffrey Kaiser : Simplet (6 épisodes)
- Mig Macario : Timide (6 épisodes)
- JoAnna Garcia Swisher (VF : Valérie Siclay) : Ariel (4 épisodes)
- Freya Tingley (VF : Lucille Boudonnat) : Wendy Darling (5 épisodes)
- Christie Laing (VF : Armelle Gallaud) : Marianne (1 épisode)

### Invités
- Ethan Embry (VF : Pierre-Jean Cherer) : Owen Flynn / Greg Mendell, le visiteur (épisode 1)
- Sonequa Martin-Green (VF : Carole Gioan) : Tamara (épisode 1)
- Gil McKinney (VF : Frédéric Popovic) : le prince Éric (épisodes 6, 10 et 17)
- James Immekus (VF : Fabrice Trojani) : Michael Darling (épisodes 7, 9 et 10)
- Matt Kane (VF : Fabrice Fara) : John Darling (épisodes 7, 9 et 10)
- Stephen Lord (en) (VF : Bernard Gabay) : Malcolm, le père de Rumplestiltskin (épisodes 8 et 11)
- Marilyn Manson : voix de l'ombre gardienne du Pays Imaginaire (épisode 8)
- Giancarlo Esposito (VF : Thierry Desroses) : Sydney Glass / Le Miroir Magique (épisode 2 (apparition dans le miroir) et épisode 9 (voix uniquement))
- Christopher Gorham (VF : Axel Kiener) : Walsh / le Magicien d'Oz (épisodes 12, 16 (apparition physique) et 20 (voix uniquement))
- Michael P. Northey : le frère Tuck (épisodes 12 et 13)
- Jason Burkhart : Petit-Jean (épisodes 12 et 13)
- Alexandra Metz : Raiponce (épisode 14)
- Charles Mesure (VF : Paul Borne) : Barbe-Noire (épisodes 17 et 21)
- Eric Lange (VF : Gérard Darier) : le prince Leopold (épisode 18)
- Rose McGowan (VF : Véronique Soufflet) : Cora jeune (épisode 18)
- Sunny Mabrey (VF : Charlotte Marin) : Glinda, la gentille sorcière du sud (épisodes 19 et 20)
- Karen Holness : la sorcière du nord (épisode 20)
- Sharon Taylor : la sorcière de l'est (épisode 20)
- Matreya Scarrwener : Dorothée Gale (épisode 20)
- Alex Barima (VF : Charlotte Marin) : Enfant perdu n°1

## Production

### Développement
Le 10 mai 2013, la série a été renouvelée pour une troisième saison diffusée en deux parties.

### Casting
En mai 2013, l'acteur Michael Raymond-James a été promu au statut d'acteur principal lors de la troisième saison et l'actrice Meghan Ory ne fera plus partie du casting principal puisqu'elle a été choisie pour intégrer la nouvelle série de mi-saison Intelligence sur CBS.
Entre juillet et décembre 2013, les acteurs Giancarlo Esposito, qui fera son retour, Robbie Kay, Sean Maguire, Rose McIver, JoAnna Garcia Swisher et Rebecca Mader ont obtenu un rôle récurrent au cours de cette saison.
Entre septembre 2013 et février 2014, Gil McKinney, Marilyn Manson, Stephen Lord (en), Christopher Gorham, Alexandra Metz, Rose McGowan, Éric Lange, et Sunny Mabrey ont obtenu un rôle d'invité lors de cette saison.

### Diffusions
Aux États-Unis, les 11 premiers épisodes seront diffusés à partir du 29 septembre 2013, puis après une pause durant l'hiver, reprendra le 9 mars 2014.
La diffusion francophone va se dérouler ainsi :
- En Belgique, le premier épisode de la saison a été diffusé dans une soirée avant-première le 26 juin 2014 sur Be 1 puis à mesure de deux épisodes par semaine depuis le 23 août 2014 sur Be Séries[21].
- En Suisse, elle est diffusée depuis le 29 septembre 2014 sur RTS Deux.[réf. nécessaire]
- En France, elle est diffusée du 25 novembre 2014[22] au 3 février 2015 sur 6ter[23] et entre le 28 juillet 2015[24] et le 11 août 2015 sur M6[25].
- Au Québec, elle est diffusée depuis le 22 août 2016 sur AddikTV à mesure d'un épisode par semaine. Le titre de chaque épisode est différent de celui des autres pays francophones.

## Liste des épisodes

### Épisode spécial: titre français inconnu (Journey to Neverland)
- Canada : 28 septembre 2013 sur CTV
- États-Unis : 29 septembre 2013 sur ABC[26]

- États-Unis : 5,05 millions de téléspectateurs[27] (première diffusion)

- Épisode récapitulatif qui a été diffusé à 19 h sur ABC et la veille sur CTV au Canada.

### Épisode 1:Il suffit d'y croire
- États-Unis /  Canada : 29 septembre 2013 sur ABC[3] / CTV
- Belgique : 26 juin 2014 sur Be Séries[21],[28]
- Suisse : 30 septembre 2014 sur RTS Deux
- France : 25 novembre 2014 sur 6ter
- Québec : 22 août 2016 sur AddikTV

- États-Unis : 8,52 millions de téléspectateurs[27] (première diffusion)
- Canada : 1,29 million de téléspectateurs[29] (première diffusion)
- France : 407 000 téléspectateurs[30] (première diffusion)

- Alex Barima (l'enfant perdu)
- Jack Di Blasio (l'enfant perdu)
- Joy Castro (l'infirmière)
- David Mathews (l'obstetricien)
- Natasha Wilson (la sirène)

Blanche-Neige, Charmant, Rumpelstiltskin, Regina, Crochet et Emma sont en route pour le Pays Imaginaire. Après le départ de Rumpelstiltskin, le bateau est attaqué par des sirènes. Cependant, Emma, Blanche Neige et Regina parviennent à en capturer une. Cette dernière déclenche alors une tempête que les cinq autres n'arrivent pas à calmer.
Henry, quant à lui, est amené sur l'île par ses ravisseurs. C'est alors que les enfants perdus abattent Greg et tire sur Tamara puis poursuivent Henry pour le capturer. Un jeune garçon l'aide à s'échapper et l'emmène dans un endroit où les enfants perdus ne peuvent les rattraper. Grâce à son cœur vaillant, Henry réussit à utiliser la poudre de Fée pour s'envoler et les aider à s'échapper. Mais une fois de retour sur la terre ferme, le garçon avoue être Peter Pan et reconnaît Henry comme ayant le cœur du plus pur des croyants, ce qu'il recherche depuis des années.

### Épisode 2:L'Orpheline
- États-Unis /  Canada : 6 octobre 2013 sur ABC / CTV
- Belgique : 23 août 2014 sur Be Séries[28]
- Suisse : 1er octobre 2014 sur RTS Deux
- France : 25 novembre 2014 sur 6ter
- Québec : 29 août 2016 sur AddikTV

- États-Unis : 8 millions de téléspectateurs[31] (première diffusion)
- Canada : 1,19 million de téléspectateurs[32] (première diffusion)
- France : 414 000 téléspectateurs[30] (première diffusion)

- Robert Mann (le paysan no 1)
- Cainan Wiebe (le garçon perdu avec la capuche)
- Paul Lazenby (le chevalier porte-miroir)

Au Pays Imaginaire, les deux groupes partent à la recherche de Henry. Rumpelstiltskin utilise son ombre pour cacher la dague pendant que le groupe d'Emma suit les conseils de Crochet pour se guider sur l'île. Lors d'une nuit de repos, Emma est réveillé par des pleurs qu'elle seule entend ; elle trouve alors Peter Pan qui lui propose un jeu : utiliser une carte qui ne lui dira où se trouve Henry que lorsqu'elle aura accepté qui elle est. Sans parvenir à comprendre l'astuce, Emma échoue et la carte reste vierge. Regina utilise donc un sort qui les mènera à Pan, mais il avait prévu le coup et leur tend un piège. Pris d'assaut par les enfants perdus, ils se défendent, Pan cesse le combat quand Emma manque de tuer un des garçons. Mary-Margaret la prend à part et Emma comprend alors ce que voulait dire Pan : Emma est restée au fond d'elle une orpheline, comme les enfants perdus et comme Henry qu'elle a abandonné. Le groupe ignore cependant que pendant l'assaut, Charmant a été blessé par une flèche empoisonnée. De son côté, Gold avance dans la forêt où il est surpris par une apparition de Belle qui l'interroge sur ses motivations. Il admet n'être qu'un lâche et vouloir retrouver Henry pour son seul intérêt. Pour marquer le nouveau départ, il tente à deux reprises de se débarrasser de la poupée de foin de son père mais elle réapparaît sans explications devant lui.

### Épisode 3:Fée Clochette
- États-Unis /  Canada : 13 octobre 2013 sur ABC / CTV
- Belgique : 30 août 2014 sur Be Séries[28]
- Suisse : 2 octobre 2014 sur RTS Deux
- France : 2 décembre 2014 sur 6ter
- Québec : 5 septembre 2016 sur AddikTV

- États-Unis : 7,53 millions de téléspectateurs[33] (première diffusion)
- Canada : 942 000 téléspectateurs[34] (première diffusion)
- France : 358 000 téléspectateurs [35] (première diffusion)

- Jason Burkart (Petit Jean)
- Raphael Alejandro (Roland)
- Dominic Downer (un chevalier)

Lassée de devoir traverser le Pays Imaginaire à pied, Regina demande à Crochet s'il n'y aurait pas un moyen d'aller plus vite au camp de Pan. Le pirate pense alors que la Fée Clochette, réfugiée sur l'île, pourrait les aider en leur donnant de la poudre de Fée, mais si David y voit la possibilité de guérir sa blessure, Regina est réticente. En effet, elle connait bien la fée et pense qu'elle refusera de les aider si elle apprend sa présence. Leur rencontre remonte au temps où Regina songeait à devenir une sorcière sous l'enseignement de Rumpelstiltskin. Alors qu'elle chute d'un balcon, elle a été sauvée par la fée qui lui a promis de lui donner une nouvelle chance de trouver le bonheur. Pour cela, elle a volé de la poudre de Fée à la Fée bleue et lui a désigné celui qui pourrait lui offrir une nouvelle vie, mais finalement, Regina a fui, terrorisée à l'idée de devenir faible et de peut-être à nouveau perdre cet amour. Clochette a essuyé cet échec et quand la Fée bleue a découvert ce qu'elle a fait, l'a privé de sa magie et de ses ailes. Les craintes de Regina sont avérées : Clochette, qui vit recluse dans une cabane, la capture et menace de la tuer. Regina reconnait alors avoir eu peur et avoir fui, mais lui montre les conséquences de son choix en arrachant son propre cœur noirci. Clochette finit par épargner Regina mais refuse de l'aider. C'est Emma et Mary-Margaret qui la convainquent de leur offrir une chance d'entrer dans le camp de Pan.
- Cet épisode est centré sur La Méchante Reine et sur Fée Clochette.

### Épisode 4:Les Enfants perdus
- États-Unis /  Canada : 20 octobre 2013 sur ABC / CTV
- Belgique : 30 août 2014 sur Be Séries[28]
- Suisse : 3 octobre 2014 sur RTS Deux
- France : 2 décembre 2014 sur 6ter
- Québec : 12 septembre 2016 sur AddikTV

- États-Unis : 7,05 millions de téléspectateurs[36] (première diffusion)
- Canada : 1,13 million de téléspectateurs[37] (première diffusion)
- France : 411 000 téléspectateurs[35] (première diffusion)

- Dylan Schmid (Baelfire adolescent)
- Giacomo Baessato (l'homme qui dort)
- Jack Di Blasio (le garçon perdu no 1)
- Doug Abrahams (le shérif)

Capturé par Felix (le bras droit de Peter Pan) dès son arrivée au Pays Imaginaire, Baelfire parvient à s'échapper et croise la route de son père, qui croit voir une illusion venue le faire douter. Rumplestiltskin finit par reprendre ses esprits et accepte d'aider Neal à récupérer Henry. Pour cela, ils ont besoin d'encre de seiche géante, capable de bloquer la magie chez quiconque y touche. Pendant ce temps, le groupe d'Emma réalise avec Clochette qu'ils n'ont aucun moyen de partir du Pays Imaginaire sans avoir l'accord de Pan, exploit que seul Neal avait accompli. Crochet les mène donc vers son ancien repaire déserté, une grotte, David dit à Crochet qu'il refuse de dire aux autres qu'il va mourir. Dans la grotte ils trouvent une carte des étoiles, mais le pirate leur explique qu'ils leur manquent la clé pour décrypter cette carte. Emma s'effondre alors, car pour elle, Neal est mort.

### Épisode 5:La Naissance d'un Pirate
- États-Unis /  Canada : 27 octobre 2013 sur ABC / CTV
- Belgique : 6 septembre 2014 sur Be Séries[28]
- Suisse : 6 octobre 2014 sur RTS Deux
- France : 9 décembre 2014 sur 6ter
- Québec : 19 septembre 2016 sur AddikTV

- États-Unis : 7,23 millions de téléspectateurs[38] (première diffusion)
- Canada : 1,07 million de téléspectateurs[39] (première diffusion)
- France : 377 000 téléspectateurs [40] (première diffusion)

- Skyler Gisondo (Devin)
- Bernard Curry (Liam)
- Jordan Schartner (un marin)

Emma cherche encore un moyen de comprendre la carte des étoiles de Neal mais découvre des marques lui laissant penser qu'il a un jour perdu l'espoir de quitter l'île. Elle a alors l'idée de capturer un Enfant Perdu pour lui transmettre un message. Crochet et David s'éloignent pour trouver de quoi faire le piège quand ils tombent sur l'insigne de marin du frère de Crochet, qui est mort, et pense alors à son sextant qui lui a permis de rejoindre le Pays Imaginaire. Crochet et David partent donc vers le sommet de la montagne où se trouverait l'objet. Pendant ce temps, Emma, Mary-Margaret et Regina capturent un enfant et en lui arrachant le cœur lui ordonne de donner un miroir à Henry afin de parler avec lui ; le garçon est blessé à la joue, balafré par Henry à la suite d'un duel que le Garçon a provoqué.
Crochet et David escaladent la montagne où se trouve le sextant, mais Crochet trouve Pan, qui lui demande de tuer Charmant de ses mains. Au sommet de la montagne, David avoue avoir entendu la menace de Pan, il attaque Crochet mais Crochet l’assomme. Crochet lui explique qu'il n'y a pas de sextant et qu'il l'a amené pour le guérir du poison, sauf que le remède ne fonctionne que grâce à la magie de l'île : David accepte donc de rester au Pays Imaginaire à jamais. À leur retour, Emma est parvenue à parler à Henry à travers le miroir. Elle embrasse Crochet. Pan, va trouver Crochet et lui apprend que son refus de tuer Charmant lui coûtera Emma, car Neal est en vie et au Pays Imaginaire. 
Flashback
- Cet épisode est centré sur le Passé de Killian et de son frère Liam.

### Épisode 6:Ariel
- États-Unis /  Canada : 3 novembre 2013 sur ABC / CTV
- Belgique : 6 septembre 2014 sur Be Séries[28]
- Suisse : 7 octobre 2014 sur RTS Deux
- France : 9 décembre 2014 sur 6ter
- Québec : 26 septembre 2016 sur AddikTV

- États-Unis : 7,55 millions de téléspectateurs[41] (première diffusion)
- Canada : 1,18 million de téléspectateurs[42] (première diffusion)
- France : 391 000 téléspectateurs[40] (première diffusion)

- Gil McKinney (Eric)
- Josh Kalender (le chef des chevaliers)
- Adam Lolacher (le chevalier noir)
- Arpad Balogh (valet de pied)

Lassée devant le manque de prise de risque de la famille d'Emma, Regina quitte le groupe pour retrouver Rumpelstiltskin, toujours en proie au doute et tourmenté par les apparitions de Belle qui n'est autre que Peter Pan. Pan décide de jouer un nouveau tour à ses visiteurs : il va coincer Neal dans la grotte de l'écho, une caverne qui force ses visiteurs à révéler leurs plus profonds secrets. Regina appelle Ariel et lui demande d'aller à Storybrooke où se trouve Eric.

### Épisode 7:La Boîte de Pandore
- États-Unis /  Canada : 10 novembre 2013 sur ABC / CTV
- Belgique : 13 septembre 2014 sur Be Séries[28]
- Suisse : 8 octobre 2014 sur RTS Deux
- France : 16 décembre 2014 sur 6ter
- Québec : 3 octobre 2016 sur AddikTV

- États-Unis : 6,71 millions de téléspectateurs[43] (première diffusion)
- Canada : 955 000 téléspectateurs[34] (première diffusion)
- France : 357 000 téléspectateurs [44] (première diffusion)

- James Immekus (Michael, l'homme au porte-clés)
- Matt Kane (John, l'homme aux lunettes)

5 jours plus tôt : Belle active le charme de protection mais deux autres personnes voulant détruire la ville arrive.
Aujourd'hui : M. Gold confie un message à Ariel afin que Belle trouve l'objet qui pourra lui permettre de vaincre Pan. La sirène part donc pour Storybrooke, qui connait enfin une période de tranquillité. Belle et Ariel commencent vite les recherches, ignorant que les nouveaux envoyés de Pan ont réussi à entrer dans la ville. Belle décrypte les mots de Gold et trouve la cachette dans sa boutique, qui contient la boîte de Pandore. Mais à peine les deux femmes l'ont trouvée que les deux hommes de Pan les capturent et partent détruire l'objet. Elles se libèrent et parviennent à empêcher la destruction de la boîte. Les deux hommes, qui ne sont autres que les deux frères Darling, avouent alors être contraints d'agir pour le compte de Pan, qui retient leur sœur Wendy captive. Ariel repart donc pour le Pays Imaginaire avec la boîte pour la donner à Gold. Regina lui accorde le pouvoir d'avoir des jambes à loisir et de vivre son amour avec le prince Eric à Storybrooke.

### Épisode 8:Pense à de jolies choses
- États-Unis /  Canada : 17 novembre 2013 sur ABC / CTV
- Belgique : 13 septembre 2014 sur Be Séries[28]
- Suisse : 9 octobre 2014 sur RTS Deux
- France : 16 décembre 2014 sur 6ter
- Québec : 10 octobre 2016 sur AddikTV

- États-Unis : 6,66 millions de téléspectateurs[45] (première diffusion)
- Canada : 1,18 million de téléspectateurs[46] (première diffusion)
- France : 406 000 téléspectateurs[44] (première diffusion)

- Stephen Lord (en) (Malcolm)
- Wyatt Oleff (Rumplestiltskin jeune)
- Colin Corrigan (le gangster)
- Lindsay Collins (la vieille fille no 1)
- Glynis Davies (la vieille fille no 2)
- Marilyn Manson (la voix de l'ombre gardienne)

Les deux groupes se réunissent fortuitement et vont ensuite au camp des Enfants Perdus. Mais sur place, Peter Pan et Henry ont disparu, et il ne reste que Wendy, que Neal et ses compagnons libèrent. Elle tente par tous les moyens de garder le secret du plan de Peter Pan mais Rumpelstiltskin le comprend et parvient à lui soutirer la vérité : Peter veut le cœur d'Henry pour conserver sa jeunesse éternelle. L'équipe s'organise rapidement : Emma, Neal, Regina et Rumpelstiltskin s'en vont sur le Rocher du Crâne, David et Mary-Margaret partent pour la source miraculeuse afin d'emporter de l'eau à Storybrooke et ensuite laisser du temps à Gold pour contrer les effets secondaires de la source, pendant que Crochet et Clochette restent surveiller les Enfants Perdus. Sur l'île du Crâne, Peter Pan met en place un sortilège que seules les personnes dépourvues d'ombre peuvent traverser. Regina et Emma ont alors l'idée de créer une éclipse lunaire pendant que Gold part directement retrouver Peter Pan, s'étant débarrassé de son ombre auparavant.
Dans la forêt enchantée, Rumpelstiltskin vit avec son père Malcolm, un escroc qui finit par l'abandonner aux mains bienveillantes de deux tisserandes, prétextant rechercher un emploi. Le temps passe et l'enfant se montre doué dans l'art de filer la laine, mais réclame son père. Les deux femmes lui recommandent d'utiliser ses facultés d'apprentissages pour recommencer une nouvelle vie, loin de Malcolm, dont le nom le traîne dans la boue. Pour ce faire, elles lui fournissent un haricot magique, mais Rumpelstiltskin choisit de passer outre leurs conseils et retourne voir son père au pub qu'il n'a jamais quitté. Tout d'abord tenté par la vente du haricot, Malcolm en vient à l'utiliser pour retrouver le lieu de son enfance : le Pays Imaginaire. Mais sur place, la déception est grande : seuls les enfants sont capables d'exploiter les capacités du Pays Imaginaire. Persuadé qu'il peut retrouver sa jeunesse et utiliser la magie pour voler comme autrefois, Malcolm fait le choix d'abandonner son fils une seconde fois. Prétextant « qu'un enfant ne peut pas avoir d'enfant » et que son fils s'en sortira bien mieux sans lui, Malcolm lâche son fils aux bras de l'ombre. Il lui confie dans un dernier souffle qu'il n'était pas fait pour être père et prend soudainement l'apparence de Peter Pan. Rumpelstiltskin revient chez les fileuses en pleurs, annonçant qu'il a perdu à tout jamais sa poupée du nom de Peter Pan, nom aujourd'hui repris par son père en souvenir de son fils. 

### Épisode 9:Peter Pan n'échoue jamais
- États-Unis /  Canada : 1er décembre 2013 sur ABC / CTV
- Belgique : 20 septembre 2014 sur Be Séries[28]
- Suisse : 10 octobre 2014 sur RTS Deux
- France : 23 décembre 2014 sur 6ter
- Québec : 17 octobre 2016 sur AddikTV

- États-Unis : 6,64 millions de téléspectateurs[47] (première diffusion)
- Canada : 1,37 million de téléspectateurs[48] (première diffusion + différé 7 jours)
- France : 380 000 téléspectateurs [49] (première diffusion)

- Darien Provost (le garçon perdu no 1)
- Jack Di Blasio (le garçon perdu no 2)
- James Immekus (Michael)
- Matt Kane (John)
- Julian D. Christopher (agent)

Henry a perdu son cœur et Pan est parvenu à prendre la fuite en volant, non sans avoir été blessé par Emma. Regina comprend alors que Pan n'a pas assimilé complètement le pouvoir du cœur et s'est caché pour gagner du temps. Le groupe retourne donc auprès des Enfants Perdus et leur propose de les ramener avec eux dans leur monde où ils auront un foyer s'ils leur révèlent sa cachette. Seul Felix reste fidèle et les autres avouent où se trouve son refuge : l'Arbre de la Réflexion, le lieu où Pan a abandonné son fils pour la jeunesse éternelle. Emma, Regina et Blanche-Neige se rendent à l'arbre pendant que les hommes gardent les Enfants. Là, elles trouvent la Boîte de Pandore, laissée en évidence comme un piège, mais elles ignorent le pouvoir de l'arbre : il les enferme dans ses lianes et les enserre de plus en plus à mesure qu'elles ont des regrets. Pan se félicite d'avoir capturé ainsi celles qui ont le plus de regrets, sauf que Regina n'en a aucun car tous ses méfaits lui ont apporté Henry. Elle se libère donc et récupère le cœur de Henry et la Boîte.
Ainsi, tous les habitants de l'île embarquent sur le Jolly Roger. Henry récupère son cœur et prend du repos dans la cabine de Crochet. Rumpelstiltskin est libéré de la Boîte, redonnant ainsi l'espoir à Charmant de quitter l'île. Mais à peine libéré, il sent la présence de Pan à bord et le trouve dans la cabine, prêt à reprendre le cœur de Henry, et Rumpelstiltskin parvient à l'enfermer dans la boîte. Maintenant que la menace est éloignée, ils peuvent partir : en utilisant l'ombre de Pan sur les voiles du navire, il s'envole et part pour Storybrooke. Wendy et Clochette sont également à bord, où la petite fille donne ce qu'il reste de poudre de fée à l'ancienne fée, qui croit avoir perdu sa magie. Henry vient soudainement sur le pont et s'approche de Felix, à qui il révèle la vérité : Pan a pris possession du corps de Henry, qui est enfermé dans la Boîte de Pandore.
Flashback
- Henry bébé est joué par le fils de Colin O'Donoghue (Killian Jones / le capitaine Crochet).[réf. nécessaire]

### Épisode 10:Le Nouveau Pays Imaginaire
- États-Unis /  Canada : 8 décembre 2013 sur ABC / CTV
- Belgique : 20 septembre 2014 sur Be Séries[28]
- Suisse : 13 octobre 2014 sur RTS Deux
- France : 23 décembre 2014 sur 6ter
- Québec : 24 octobre 2016 sur AddikTV

- États-Unis : 6,94 millions de téléspectateurs[50] (première diffusion)
- Canada : 1,32 million de téléspectateurs[51] (première diffusion + différé 7 jours)
- France : 462 000 téléspectateurs[49] (première diffusion)

- Gil McKinney (Eric)
- James Immekus (Michael)
- Matt Kane (John)

Le Jolly Roger revient à Storybrooke et les retrouvailles sont chaleureuses. Même Regina est célébrée pour ses actes. Pendant les réjouissances, Pan s'acclimate et cherche le moyen de prendre le pouvoir. C'est Emma qui va le lui donner en lui rendant son livre de contes, dans lequel Pan apprend l'existence du caveau de Regina. Les autres revenants songent à l'avenir : Rumple pense à son futur avec Belle, Crochet laisse une chance à Emma et Neal, Blanche-Neige et David reparlent de faire un enfant... Mais Emma doute de Henry / Pan, dont le comportement la surprend. La nuit venue, Henry/Pan lance son plan : il libère son ombre de la voile du Jolly Roger et le lendemain, elle tue la Fée bleue en arrachant son ombre. Pour tous les héros, il est évident que Pan est de retour et Emma veut ouvrir la Boîte de Pandore pour s'en assurer. Méfiant, Gold accepte mais seulement à la frontière de la ville. La Boîte est ouverte, libérant Pan/Henry qui parvient à se faire reconnaître d'Emma. Au même moment, Regina emmène Henry/Pan dans son caveau, où il utilise un sort pour endormir Regina et voler ce qu'il venait chercher. À son arrivée, Gold reconnait ce qui a été volé : la Malédiction, celle qui a créé Storybrooke, et que Pan compte utiliser pour créer un nouveau Pays Imaginaire.
Flashback

### Épisode 11:Garder espoir
- États-Unis /  Canada : 15 décembre 2013 sur ABC / CTV
- Belgique : 27 septembre 2014 sur Be Séries[28]
- Suisse : 14 octobre 2014 sur RTS Deux
- France : 30 décembre 2014 sur 6ter
- Québec : 31 octobre 2016 sur AddikTV

- États-Unis : 6,44 millions de téléspectateurs[52] (première diffusion)
- Canada : 1,32 million de téléspectateurs[53] (première diffusion + différé 7 jours)
- France : 501 000 téléspectateurs [54] (première diffusion)

- Stephen Lord (en) (Malcolm)
- Evans Johnson (religieuse #1)
- Dave Mathews (docteur)
- Joy Castro (infirmière)

Peter Pan, toujours dans le corps d'Henry, lance les ingrédients de la malédiction dans le puits à souhaits, dont le dernier se trouve être le cœur de la personne qu'il aime le plus, son fidèle Felix. Un nuage vert se forme alors : la malédiction de Regina est déclenchée. De leur côté, Gold, Regina, Emma, Clochette et toute la bande s'allie pour retrouver la malédiction et la détruire. Cependant, la malédiction est avec Peter Pan. La solution est toute trouvée : réapproprier les corps respectifs de Pan et d'Henry pour que ce dernier puisse récupérer le sort et le donner à Regina; comme c'est cette dernière qui l'a créé, elle pourra le détruire. Pour ce faire, Gold doit avoir la baguette de la Fée noire, puissante baguette de magie noire restée en possession de la Fée bleue. 
Crochet, Clochette, Neal et David se rendent donc à la veillée de la Fée bleue, morte à cause de l'ombre de Pan. Petit imprévu, ils se font attaquer par cette dernière. Mais Clochette retrouve de l’espoir et croit en elle : elle retrouve ses pouvoirs de fée avec la poussière et tue l'ombre. La Mère Supérieure revient alors à la vie et donne la baguette, ce qui permet à Gold de réussir l'échange de corps. Peter Pan réussit cependant à prendre le dessus sur lui, et le laisse sans magie grâce au bracelet pour l'arrêter. Il rejoint ensuite Regina, Belle, Mary Margaret, David, Henry, Neal, Fée Clochette, Crochet et Mère-Grand pour les immobiliser. Gold rejoint alors son père, et se sacrifie pour tuer Peter avec la dague du Ténébreux. Belle est anéantie de la mort de son véritable amour.
Toutefois, la malédiction est toujours en marche et doit être détruite au plus vite. Seulement, toute magie a un prix : la malédiction de Peter sera annulée, mais tous devront rentrer dans la Forêt enchantée. Seul Henry, qui est né dans l'univers original, pourra rester dans le monde réel, ce qui oblige Regina à faire en sorte qu'Emma puisse rester avec lui. Après des adieux émouvants, elle s'en va de la ville avec Henry, laissant le sort emporter ceux qu'ils aiment. Emma et Henry oublient tout de Storybrooke, car la ville n'aura jamais existé. Le passé sera changé et Regina lui donne en cadeau d'adieu de nouveaux souvenirs dans lesquels Emma n'aura jamais abandonné son fils.

### Épisode spécial: (Wicked Is Coming)
- Canada : 8 mars 2014 sur CTV
- États-Unis : 9 mars 2014 sur ABC

- États-Unis : 4,44 millions de téléspectateurs[55] (première diffusion)

- Épisode récapitulatif[56].

### Épisode 12:Un pirate dans la ville
- États-Unis /  Canada : 9 mars 2014 sur ABC / CTV
- Belgique : 27 septembre 2014 sur Be Séries[28]
- Suisse : 15 octobre 2014 sur RTS Deux
- France : 30 décembre 2014 sur 6ter
- Québec : 7 novembre 2016 sur AddikTV

- États-Unis : 7,66 millions de téléspectateurs[55] (première diffusion)
- France : 518 000 téléspectateurs[54] (première diffusion)

- Christopher Gorham (Walsh)
- Michael P. Northey (le frère Tuck)
- Jason Burkhart (Petit Jean)
- David Orth (le policier de New-York)

Depuis un an qu'ils ont oublié la malédiction et que Storybrooke a disparu, Emma et Henry vivent à New-York. Emma a repris son travail de chasseur de primes et fréquente Walsh, un vendeur de meubles. Un soir, alors que Walsh s'apprête à faire sa demande en mariage, il s'éclipse et Crochet en profite pour tenter à nouveau de convaincre Emma. Refusant de croire son histoire malgré ses doutes, elle accepte de prendre une adresse et de s'y rendre plus tard. Elle remet à plus tard sa réponse et le lendemain, se rend à l'adresse, qui est l'ancien appartement de Neal, où elle retrouve un appareil photo où le nom de Henry est brodé sur la sangle. Elle retrouve Crochet à Central Park, qui tente de la convaincre de boire une potion de mémoire, mais elle le piège et il est arrêté par la police pour agression et harcèlement. Emma envisage par la suite d'accepter la demande de Walsh quand elle découvre ce qu'il y a sur les photos de l'appareil retrouvé : des clichés de Boston et Storybrooke, dont elle n'a aucun souvenir. Elle sort donc Crochet de prison et boit la potion de mémoire.
Crochet passe l'après-midi avec Emma et lui explique que Storybrooke est revenue avec tous les habitants, mais la ville semble différente. Elle décide alors de suivre le pirate et de retourner dans le Maine. Quand Walsh revient, Emma lui explique son refus ; Walsh est alors furieux et révèle sa véritable apparence : un singe volant, qu'Emma parvient à faire fuir. Le lendemain matin, Emma se prépare avec Henry à retourner à Storybrooke avec Crochet. De retour dans la ville, Emma part retrouver ses parents, toujours dans leur appartement, conscient de leur identité mais sans aucun souvenir de l'année passée. Ils ont le souvenir d'avoir dit au revoir à leur fille et réalisent que le temps a passé car Blanche-Neige est enceinte.
Flashback
Phillip et Aurore prennent un repas en plein air quand ils assistent au retour d'une partie des habitants de Storybrooke. Le couple apprend ainsi aux habitants de retour du Maine que les ogres qui avaient, après le « sort noir », reconquis ces terres ont été vaincus. Mais Aurore est inquiète et dit à son compagnon qu'il faudrait « la » prévenir de ce retour, craignant pour le sort de leur enfant à naître. Chacun a ses objectifs propres : les nains sont chargés de réunir les revenants dispersés, Crochet part retrouver son navire, Neal veut explorer la demeure de son père et Regina, Blanche et David partent rejoindre le château de la reine déchue. En chemin, Regina s'éclipse : Blanche la retrouve et la surprend en train d'enterrer son cœur, ne voulant plus souffrir de la perte de Henry. Elle la convainc de garder son cœur et de chercher la paix malgré la peine. Les deux femmes sont soudain attaquées par un singe volant, qui blesse Regina avant d'être mis en déroute par Robin des Bois. Le bandit et ses compagnons acceptent d'accompagner la troupe vers le château. À sa grande surprise, Regina découvre que le château est entouré d'une barrière magique dont elle n'est pas responsable. Robin des Bois offre donc le refuge dans la forêt de Sherwood.

### Épisode 13:Chasse aux sorcières
- États-Unis /  Canada : 16 mars 2014 sur ABC / CTV
- Belgique : 3 octobre 2014 sur Be Séries
- Suisse : 16 octobre 2014 sur RTS Deux
- France : 6 janvier 2015 sur 6ter
- Québec : 14 novembre 2016 sur AddikTV

- États-Unis : 7,75 millions de téléspectateurs[57] (première diffusion)
- Canada : 1,13 million de téléspectateurs[58] (première diffusion + différé 7 jours)
- France : 402 000 téléspectateurs[54] (première diffusion)

- Michael P. Northey (Frère Tuck)
- Jason Burkhart (Petit Jean)
- Raphael Alejandro (Roland)
- Nesta Chapman (une infirmière)

À Storybrooke, Emma explique les raisons de son retour. Mary-Margaret lui explique le peu qu'elle sait : tous ceux qui sont revenus ont retrouvé leur place d'avant, avec leurs souvenirs de leur réelle identité mais sans aucune idée de ce qu'il s'est passé depuis un an ; de plus, des habitants disparaissent de façon inexplicable. Rapidement, les soupçons se tournent vers Regina, mais elle nie toute responsabilité, argumentant que son retour ne lui a pas permis de récupérer Henry. Dans les bois, les compagnons de Robin des Bois surprennent un singe volant qui blesse Petit Jean quand il arrive près de la frontière de la ville. Pendant ce temps, Emma réunit tous les habitants saufs et tentent de démasquer le coupable, mais tous se retournent contre Regina qui fuit. C'était cependant une ruse pour faire gagner du temps à Regina et Emma, afin d'essayer de reproduire la potion de mémoire et trouver un plan qui démasquerait le véritable responsable. La reproduction de la potion échoue mais Emma a l'idée d'utiliser la rumeur publique : en faisant circuler le bruit que la potion de mémoire va être recréée, le coupable va se démasquer. Le soir même, Petit Jean blessé est amené à l'hôpital où il se transforme en singe volant, et Emma et Regina surprennent un intrus dans le bureau de Regina qui parvient à briser un sort lié au sang et s'enfuit dans une fumée verte. Regina reconnait alors la responsable : la Sorcière de l'Ouest du pays d'Oz. En secret, Zelena amène de la nourriture à son détenu : Rumplestiltskin, revenu d'entre les morts et complètement fou.
Flashback

### Épisode 14:Le Fantôme de la peur
- États-Unis /  Canada : 23 mars 2014 sur ABC / CTV
- Belgique : 3 octobre 2014 sur Be Séries
- Suisse : 17 octobre 2014 sur RTS Deux
- France : 6 janvier 2015 sur 6ter
- Québec : 21 novembre 2016 sur AddikTV

- États-Unis : 6,91 millions de téléspectateurs[59] (première diffusion)
- Canada : 1,1 million de téléspectateurs[60] (première diffusion + différé 7 jours)
- France : 427 000 téléspectateurs[54] (première diffusion)

- Alexandra Metz (Raiponce)

Emma, David, Mary-Margaret, Regina et Crochet organisent la traque de la sorcière : Regina va rester auprès de Henry pendant que Emma, David et Crochet inspectent une nouvelle fois le bureau de la maire où ils trouvent des baies de houx. Pendant ce temps, Zelena rend une nouvelle visite à Rumplestiltskin avant d'aller voler une racine dans le coffre-fort de la boutique de Gold, tenue par Belle. Elle se rend ensuite chez Mary-Margaret, prétextant une rencontre des futurs parents afin de préparer l'arrivée du bébé, mais en réalité, elle veut faire manger à David une racine en la versant dans le thé ; David est suspicieux envers Zelena, qui est très vague sur son passé, alors que Mary est confiante. Après avoir bu le thé, David repart mais dans la forêt et est attaqué par un être cagoulé qui semble invincible et qui a le même visage que lui.
Emma et Crochet trouvent la maison de la sorcière et repèrent une cave mais reçoivent un appel de David avant de pouvoir y entrer. Le temps qu'ils le rejoignent avec David, celui-ci est parvenu à vaincre son adversaire en rassemblant tout son courage dans un dernier coup d'épée qui a disparu après le coup. Quand il explique ce qu'il vient de se passer à Regina, celle-ci comprend que la Sorcière lui a joué un tour afin de lui voler son courage en l'enfermant dans la poignée de son épée. Ils partent ensuite explorer la cave, désormais ouverte et où ils ne trouvent qu'un rouet et de la paille filée en or. Ils comprennent ainsi que Rumplestiltskin est en vie.
Flashback
- Raiponce
- Le Magicien d'Oz

### Épisode 15:Une vie pour une vie
- États-Unis /  Canada : 30 mars 2014 sur ABC / CTV
- Belgique : 10 octobre 2014sur Be Séries
- Suisse : 20 octobre 2014 sur RTS Deux
- France : 13 janvier 2015 sur 6ter
- Québec : 28 novembre 2016 sur AddikTV

- États-Unis : 6,64 millions de téléspectateurs[61] (première diffusion)
- Canada : 1,12 million de téléspectateurs[62] (première diffusion + différé 7 jours)
- France : 416 000 téléspectateurs[54] (première diffusion)

- Henri Lubatti (Lumière)

Alors qu'Emma, David, Mary-Margaret, Belle, Crochet et Regina se décident à retrouver Rumplestiltskin qui s'est échappé de la maison de la sorcière de l'ouest, c'est Neal qui réapparaît à la porte du magasin de Gold, hagard et avec une étrange cicatrice dans la paume de la main. En cherchant des preuves de l'identité de la sorcière, Regina croise la route de Robin, dont elle se rapproche et finit par découvrir qu'elle était le nouvel amour que Clochette avait tenté de lui donner.
Neal part lui aussi à la recherche de son père et retrouve Emma dans la forêt. Pendant ce temps, Belle retrouve la signification de la forme de la cicatrice dans la main de Neal : c'est la marque de la clé du caveau du Ténébreux, qui a été ouvert. Belle est cependant perplexe, car une vie est nécessaire pour ouvrir le caveau, et comme c'est Neal qui porte la marque, il devrait être mort. À ce moment, Neal s'effondre et Emma découvre que Neal et Gold ne font qu'un. Elle utilise sa magie pour séparer les deux êtres, ce qui permet à Rumplestiltskin de retrouver ses esprits, mais Neal ne peut désormais plus demeurer dans le monde réel, et fait ses adieux après avoir exprimé ses regrets de ne pas avoir revu son fils. Rumplestiltskin révèle alors que Zelena est la sorcière de l'ouest avant de retourner auprès d'elle, toujours en possession de la dague, mais il est confiant car la Sauveuse connait désormais son identité.
Flashback

### Épisode 16:Verte de jalousie
- États-Unis /  Canada : 6 avril 2014 sur ABC / CTV
- Belgique : 10 octobre 2014 sur Be Séries
- Suisse : 21 octobre 2014 sur RTS Deux
- France : 13 janvier 2015 sur 6ter
- Québec : 5 décembre 2016 sur AddikTV

- États-Unis : 7,26 millions de téléspectateurs[63] (première diffusion)
- Canada : 1,18 million de téléspectateurs[64] (première diffusion + différé 7 jours)
- France : 439 000 téléspectateurs[54] (première diffusion)

- Christopher Gorham (Walsh)
- Adrian Hough (le bûcheron)
- Maria Marlow (la femme du bûcheron)

Maintenant que Zelena est démasquée, les Charmants et Regina cherchent à comprendre ses intentions après avoir enterré Neal. La Sorcière de l'Ouest surgit alors, révèle sa parenté à Regina et lui lance un défi : un duel de sorcières dans la rue principale à la tombée de la nuit. Sceptique, Regina fouille dans ses affaires et retrouve une lettre de sa mère dont elle comprend enfin le sens et confirme que Zelena est sa sœur aînée. Elle part alors s'isoler dans les bois, où Robin la retrouve et tente de la réconforter.
Emma prépare le combat : elle confie Henry à Crochet pour la journée, le pirate s'étant proposé de partager ses souvenirs de Baelfire avec lui. Belle a l'idée de libérer Rumplestiltskin de l'emprise de Zelena, mais celle-ci l'avait prévu et menace : s'ils tentent à nouveau de libérer le Ténébreux, il les tuera tous. Le duel est finalement inévitable et tous assistent à l'affrontement autant verbal que magique. Regina comprend que Zelena est d'une jalousie maladive envers sa sœur et qu'elle n'a organisé cet affrontement que pour lui arracher le cœur, mais Regina, qui a bénéficié de l'expérience de Cora, a eu l'intelligence de ne pas venir avec. Zelena fuit, et tous se demandent ce qu'elle pourrait faire avec le courage de Charmant et le cœur de Regina. Par prudence et se rappelant les conseils de Clochette, Regina décide de laisser son cœur où il est : sous la surveillance de Robin.
Flashback

### Épisode 17:Le Choix du capitaine Crochet
- États-Unis /  Canada : 13 avril 2014 sur ABC / CTV
- Belgique : 17 octobre 2014 sur Be Séries
- Suisse : 22 octobre 2014 sur RTS Deux
- France : 20 janvier 2015 sur 6ter
- Québec : 12 décembre 2016 sur AddikTV

- États-Unis : 6,5 millions de téléspectateurs[65] (première diffusion)
- Canada : 1,38 million de téléspectateurs[66] (première diffusion + différé 7 jours)
- France : 449 000 téléspectateurs[54] (première diffusion)

- Chris Gauthier (M. Mouche)
- Gil McKinney (Eric)
- Charles Mesure (Barbe-Noire)
- J. C. Williams (le chef de la garde)
- Jessa Danielson (jeune fille)

Préparant la prochaine offensive de Zelena, Emma prend la décision de s'entraîner à contrôler la magie avec Regina. David et Mary-Margaret approuvent sa décision et promettent de prendre soin d'Henry, mais Emma pensait le confier plutôt à Crochet, sous-entendant que ses parents souhaiteraient se reposer, ce à quoi ils répondent qu'ils peuvent être aussi fun que Crochet avec leur petit-fils qui ne se rappelle pas d'eux. David décide notamment pour le prouver d'apprendre à Henry à conduire. Pendant ce temps, Ariel réapparaît sur la plage de Storybrooke, à la recherche du prince Eric qui ne semble pas avoir réapparu. Ariel est amenée à Crochet qui accepte de l'aider à retrouver son prince : ils vont dans la boutique de Gold où Crochet retrouve une cape appartenant à Eric. Grâce à un sort, la cape part retrouver son propriétaire. Pendant ce temps, Regina pense apprendre la magie à Emma par les bases mais elle se rend compte que la jeune femme a toujours eu recours à la magie de façon instinctive. Elle choisit donc la méthode forte en l'amenant à un pont suspendu qu'elle détruit, forçant Emma à puiser de nouveau dans ses pouvoirs ; cette dernière parvient à se sauver d'une chute mortelle, montrant un grand potentiel que Regina considère gâché par si peu de maîtrise.
La cape d'Eric disparaît en mer, laissant penser à Ariel que son prince est mort noyé et que son histoire s'arrête ici. Crochet la laisse pleurer son amour perdu avant de lui avouer qu'il l'a déjà rencontré pendant l'année manquante et qu'il avait fait le choix de sacrifier son amour pour récupérer le Jolly Roger, aujourd'hui toujours perdu. Ariel est furieuse mais lui fait promettre de se battre pour son amour. Quand Crochet jure de se battre pour Emma, la vérité éclate : Ariel n'est jamais revenue à Storybrooke, et il s'agissait de Zelena, qui a manipulé Crochet pour lui faire dire les mots qu'elle souhaitait afin de pouvoir maudire son baiser, car lorsqu'il posera les lèvres sur Emma, celle-ci perdra tous ses pouvoirs magiques. Crochet refuse, comprenant que si Zelena a agi de la sorte, c'est parce qu'elle est impuissante face au pouvoir d'Emma, mais Zelena promet de torturer la famille de la Sauveuse, y compris Henry.
Alors que la nuit tombe, la famille Charmant se réunit. Crochet tait la vérité, disant qu'Ariel a finalement retrouvé son prince sur l'île où il était retenu, et Emma vérifie cette information grâce à ses pouvoirs. Tous se réjouissent de cette fin heureuse, mais Crochet n'est pas à la fête, condamné à se tenir éloigné de celle qu'il aime.
Flashback

### Épisode 18:Remonter le temps
- États-Unis /  Canada : 20 avril 2014 sur ABC / CTV
- Belgique : 17 octobre 2014 sur Be Séries
- Suisse : 23 octobre 2014 sur RTS Deux
- France : 20 janvier 2015 sur 6ter
- Québec : 2 janvier 2017 sur AddikTV

- États-Unis : 5,95 millions de téléspectateurs[67] (première diffusion)
- Canada : 1,01 million de téléspectateurs[68] (première diffusion + différé 7 jours)
- France : 454 000 téléspectateurs[54] (première diffusion)

- Rose McGowan (Cora jeune)
- Eric Lange (Prince Leopold)
- David de Lautour (Jonathan)
- Eva Bourne (Princesse Eva)

Un matin, Zelena apparaît dans la demeure de Regina, apparemment pour discuter du passé et du lien qui les unit. Regina n'est pas dupe et comprend qu'il se trame quelque chose : en effet, Zelena est venue retenir Regina pendant que Rumplestiltskin est parti vers le groupe de Robin des Bois et dérober le cœur de la Méchante Reine, n'hésitant pas à menacer le fils de Robin pour l'obtenir. Zelena a ainsi tous les éléments dont elle a besoin sauf un : l'enfant à naître de Blanche-Neige. Regina force Belle à fouiller dans les grimoires pour comprendre le sort que veut lancer Zelena pendant qu'elle réunit Emma, de plus en plus puissante, Blanche-Neige, Charmant et Crochet pour une séance de spiritisme afin d'invoquer l'esprit de la seule personne à avoir toutes les réponses : Cora. L'invocation semble échouer mais l'esprit réapparaît finalement dans la demeure de Regina et tente de s'en prendre à Mary-Margaret. Malgré les efforts de Regina, Cora prend possession du corps de la future mère, ce qui permet à cette dernière de découvrir le passé de Cora et de comprendre les raisons qui l'ont motivé à se venger de la famille du roi Leopold et à abandonner Zelena. Elle découvre ainsi, comme Belle l'a vu dans les livres, que Zelena prévoit de lancer un sort lui permettant de remonter dans le passé et de changer l'histoire en tuant la princesse Eva avant qu'elle n'épouse Leopold, empêchant ainsi la venue au monde d'Emma et de Henry. Regina et Blanche-Neige réalisent alors à quel point leur relation est compliquée mais alors que Regina se montre fataliste, Blanche-Neige l'encourage à avoir espoir et croire au bonheur. Elle accepte son sort et se donne une chance avec son nouvel amour, Robin des Bois.
Pendant ce temps, Zelena patiente avec Rumplestiltskin, attendant la naissance de l'enfant du couple Charmant. Elle dîne avec Rumplestiltskin, lui propose de remonter dans le temps avec elle afin de sauver la vie de son fils, mais il refuse et tente de subtiliser la dague. Furieuse, Zelena annule son offre et renvoie Rumplestiltskin dans sa cage.
Flashback

### Épisode 19:Un cœur pour deux
- États-Unis /  Canada : 27 avril 2014 sur ABC / CTV
- Suisse : 24 octobre 2014 sur RTS Deux
- Belgique : 25 octobre 2014 sur Be Séries
- France : 27 janvier 2015 sur 6ter
- Québec : 9 janvier 2017 sur AddikTV

- États-Unis : 7,34 millions de téléspectateurs[69] (première diffusion)
- Canada : 1,14 million de téléspectateurs[70] (première diffusion + différé 7 jours)
- France : 374 000 téléspectateurs[54] (première diffusion)

- Sunny Mabrey (Glinda, la gentille sorcière du Sud)
- Julian Morris (le prince Philipp)
- Chris Gauthier (M. Mouche)

Emma, Mary-Margaret, David et Regina, qui essaie de garder secrète sa romance nouvelle avec Robin des Bois, essaient de trouver le moyen de briser la malédiction en tentant de reprendre point par point comment ils y sont parvenus la première fois. Seulement, une chose a changé et elle peut s'avérer déterminante : Henry ne croit plus en la magie et la réalité des contes. Ils commencent à rechercher le livre de contes de fées, mais Mary-Margaret ignore comment le trouver, car elle avait mis la main sur l'ouvrage par magie, alors que Henry se posait des questions sur sa vie. Pendant ce temps, Crochet a été enlevé par Rumplestiltskin et Zelena, qui le menacent de tuer Henry s'il n'utilise pas son baiser maudit sur Emma avant la naissance du bébé de Mary-Margaret.
Alors qu'ils partent fouiller les affaires de Granny, Emma laisse Henry derrière elle, mais le garçon a des doutes et cherche à en savoir plus ; Crochet le surprend et offre de lui donner des réponses. Mary-Margaret retrouve finalement le livre de contes dans ses affaires, dans une boîte où il n'était pas apparu à Emma. Mary-Margaret réalise alors qu'Emma ne souhaitait pas trouver le livre, car alors Henry se serait souvenu de tout et quitter Storybrooke n'en aurait été que plus dur. Ils retrouvent Henry sur les docks, alors que Crochet tente d'emmener Henry hors de la ville pour le sauver, mais des singes volants attaquent et ils utilisent alors épées et magie pour vaincre les créatures. Henry est confus par ses révélations mais Emma le convainc de prendre le livre ; à son contact, Henry retrouve ses souvenirs. Zelena surgit et tente alors de tuer Henry mais Emma utilise sa magie pour blesser Zelena et la faire fuir. C'est finalement un baiser de Regina, heureuse de retrouver son fils, qui brise le sort d'oubli dans la ville et permet à tous de se souvenir de qui a lancé la malédiction : Blanche-Neige elle-même, qui y voyait le seul moyen de retourner dans le monde réel et de vaincre Zelena. Peu après, alors que presque toutes les questions ont leurs réponses et que Henry apprend la vérité sur son père, Mary-Margaret a ses premières contractions.
Flashback

### Épisode 20:Nous ne sommes plus au Kansas
- États-Unis /  Canada : 4 mai 2014 sur ABC / CTV
- Belgique : 25 octobre 2014 sur Be Séries
- Suisse : 27 octobre 2014 sur RTS Deux
- France : 27 janvier 2015 sur 6ter
- Québec : 16 janvier 2017 sur AddikTV

- États-Unis : 6,86 millions de téléspectateurs[71] (première diffusion)
- Canada : 1,27 million de téléspectateurs[72] (première diffusion + différé 7 jours)
- France : 424 000 téléspectateurs[54] (première diffusion)

- Sunny Mabrey (Glinda)
- Matreya Scarrwener (Dorothy Gale)
- Christopher Gorham (Walsh, voix)
- Sharon Taylor (la sorcière de l'Est)
- Karen Holness (la sorcière du Nord)
- Jason Burkart (Petit Jean)

Tous se précipitent à l'hôpital : Mary-Margaret est en train d'accoucher. Emma et Regina prennent toutes les mesures nécessaires pour empêcher Zelena de prendre l'enfant, mais par prudence, David demande à Emma et Crochet d'aller retenir la sorcière chez elle. Ils sont arrêtés par Rumplestiltskin, qui précipite Crochet dans un puits avant de le relâcher, forçant ainsi Emma à lui faire du bouche-à-bouche et donc à lui faire perdre sa magie par le baiser du pirate. Zelena marche alors vers la chambre de Mary-Margaret et vainc tous ses opposants avant de prendre le bébé, un garçon, à peine né.

La situation est critique : Zelena va lancer son rituel et Emma a perdu sa magie. Mais Henry est convaincue que Regina peut utiliser la magie blanche et donc vaincre sa sœur. Emma, David, Robin et Crochet l'accompagnent et finalement, Regina parvient à mettre à terre sa sœur. Alors que Rumplestiltskin, libéré de la sorcière, s'apprête à se venger, Regina prend la dague et l'empêche de tuer Zelena, préférant lui donner ce qu'elle a trouvé elle-même à Storybrooke : une deuxième chance. Regina s'empare du médaillon de Zelena, qu'elle met en sécurité dans son caveau, et fait enfermer sa sœur, espérant qu'elle saisira sa chance mais restant décidée à la tuer si nécessaire. Peu après, le nouveau-né est ramené à sa mère et tous se réjouissent de la fin de la terreur. Emma, qui n'a inexplicablement pas retrouvé ses pouvoirs, reste résolue à quitter la ville, malgré Crochet. Regina confie la dague à Belle, qui est prête à rendre la dague à Rumplestiltskin s'il jure de laisser Zelena en vie, mais celui-ci lui rend, plaçant toute sa confiance en son aimée, à qui il demande sa main. Mais en réalité, il a usé d'un tour de passe-passe pour garder la vraie dague et donner un faux à Belle, afin de pouvoir tenir la promesse faite à Baelfire de venger sa mort. Rumplestiltskin poignarde ainsi Zelena avec sa dague, le corps de la sorcière devient porcelaine et se brise avant de disparaître. Mais là, une fumée verte s'échappe de la boîte où se trouvait le médaillon et retourne à la demeure de Zelena où le rituel semble s'accomplir.
Flashback

### Épisode 21:L'Effet papillon
- États-Unis /  Canada : 11 mai 2014 sur ABC[73] / CTV
- Belgique : 31 octobre 2014 sur Be Séries
- Suisse : 28 octobre 2014 sur RTS Deux
- France : 3 février 2015 sur 6ter
- Québec : 23 janvier 2017 sur AddikTV

- États-Unis : 6,8 millions de téléspectateurs[74] (première diffusion)
- Canada : 1,49 million de téléspectateurs[75] (première diffusion + différé 7 jours)
- France : 457 000 téléspectateurs[54] (première diffusion)

- Anastasia Griffith (Abigail / Kathryn)
- Tony Amendola (Geppetto)
- Alex Zahara (Roi Midas)
- Chris Gauthier (M. Mouche)
- Charles Mesure (Barbe Noire)
- Abby Ross (Jeune Emma Swan)

À Storybrooke, tous se réjouissent de la fin du règne de terreur de Zelena, sauf Emma, qui a du mal à cacher son souhait de retourner à New York. Alors que tous se réunissent pour une cérémonie informelle pour annoncer le nom de l'enfant de Mary-Margaret et David, Emma s'éloigne. Crochet la rejoint et tente de comprendre ; elle lui explique alors qu'elle ne s'est jamais sentie à sa place dans la ville et qu'elle préfère retourner dans un endroit qu'elle connait mieux et sans danger. C'est là que tous remarquent une colonne de lumière : le portail de Zelena s'est ouvert. Regina découvre que sa sœur a disparu et Gold parvient à changer par magie les enregistrements pour qu'il montre la sorcière se suicider. Mais le résultat est le même : la mort de la Sorcière de l'Ouest a libéré la magie de son pendentif et permis l'ouverture du portail. Emma et Crochet se rendent sur place et sont aspirés par le portail.
Ils se retrouvent dans la Forêt Enchantée, alors que Regina est encore la Méchante Reine et Blanche-Neige une fugitive. Ils décident d'aller voir la seule personne susceptible de pouvoir les renvoyer dans le futur, Rumplestiltskin, mais doivent tout faire pour éviter de changer le passé. Malheureusement, ils croisent la route de Charmant et Blanche-Neige au moment de leur rencontre - quand Blanche-Neige a attaqué le cortège de Charmant et volé sa bague de fiançailles alors qu'il allait se fiancer avec Abigail -, et Emma distrait par inadvertance la voleuse qui prend la fuite, changeant ainsi le passé. Leur seul espoir est Rumplestiltskin, qui accepte de les aider quand Emma le convainc que ses actions lui permettront de revoir son fils. Il prépare le sort pendant qu'ils arrangent une nouvelle rencontre entre les futurs parents d'Emma. Blanche-Neige cherche à fuir la Forêt Enchantée et compte embarquer sur un bateau pirate, et Crochet a l'idée de la forcer à aller voler la bague pour payer son voyage ; il se fait ainsi passer pour son double du passé pendant que celui-ci est retenu par Emma, qui saoule le pirate afin qu'il ne se souvienne pas de leur rencontre. 

### Épisode 22:On n'est jamais aussi bien que chez soi
- États-Unis /  Canada : 11 mai 2014 sur ABC[73] / CTV
- Belgique : 31 octobre 2014 sur Be Séries
- Suisse : 29 octobre 2014 sur RTS Deux
- France : 3 février 2015 sur 6ter
- Québec : 30 janvier 2017 sur AddikTV

- États-Unis : 6,8 millions de téléspectateurs[74] (première diffusion)
- Canada : 1,49 million de téléspectateurs[75] (première diffusion + différé 7 jours)
- France : 506 000 téléspectateurs[54] (première diffusion)

- Eric Keenleyside (Sir Maurice / Moe French)
- Raphael Alejandro (Roland)

Emma est mise au cachot de la Reine, où elle retrouve une femme qu'elle avait vue captive de la reine et menacée de mort pour terroriser les habitants. Dans la forêt, Blanche-Neige est capturée par Charmant, mais elle n'a pas la bague qu'il cherche et c'est Crochet qui les informe qu'Emma l'a en sa possession. Ils se rendent donc vers le palais de la Reine, que Blanche-Neige sait comment infiltrer. Sur la route, Blanche-Neige et Charmant apprennent à se connaître, permettant ainsi de renouer avec la continuité originelle. À l'approche du palais, Blanche-Neige s'éclipse et part chercher Scarlett, qui va profiter de la pleine lune pour se changer en loup et aider Charmant et Crochet contre les gardes. Cependant, Emma est parvenue à se libérer en crochetant la serrure grâce à une astuce de Neal, et elle libère l'autre prisonnière. Blanche-Neige est partie de son côté utiliser sa poussière de fée noire sur Regina, mais elle finit capturée et condamnée à mort sur le champ. En cherchant la princesse déchue, ses compagnons assistent ainsi à son exécution sur le bûcher.
De retour dans la forêt, Emma est effondrée. Toutefois, elle s'aperçoit qu'elle existe encore, alors que la mort de sa mère aurait dû la faire disparaître. Cela signifie que Blanche-Neige est encore en vie. En effet, elle a utilisé la poussière de fée noire sur elle-même pour échapper aux flammes. Elle reprend forme humaine grâce à la Fée bleue, ce qui réjouit Emma. Le lendemain, Blanche-Neige et Charmant s'apprêtent à reprendre leur route, mais Emma réalise alors que tout n'est pas arrangé : il reste le combat sur le Pont des trolls, pour lequel Blanche-Neige n'a plus la poussière de fée noire. Emma et Crochet courent les aider, mais finalement, Blanche-Neige s'en sort en bluffant, misant sur la bêtise des trolls. Ainsi, le passé est totalement rétabli car peu après, Emma voit ses futurs parents tomber amoureux. 
Avec l'ex-prisonnière, Emma et Crochet retournent chez Rumplestiltskin : le nain leur donne une baguette qui devrait permettre à Emma de lancer à nouveau le sort mais elle n'a plus de magie. De plus, afin d'être sûr d'oublier totalement ce qu'il vient de se passer, il se prépare une potion d'oubli et envoie Emma, Crochet et la prisonnière dans un coffre sans portes où il a enfermé les sorts les plus dangereux que même lui ne peut contrôler. Dans le coffre, Crochet essaie de rassurer Emma : elle est parvenue à sauver ses parents et a encore de la magie en elle. Rassurée et décidée à retourner à Storybrooke, Emma parvient à utiliser la baguette et ouvre le portail. Crochet y emmène la prisonnière mais Rumplestiltskin surgit et retient Emma afin d'en savoir plus sur ses retrouvailles avec son fils dans le futur. Emma lui révèle qu'il mourra en héros après avoir pardonné à son père, mais qu'il doit boire la potion et le laisser partir pour que tout n'ait pas été en vain ; Rumplestiltskin lâche Emma et boit la potion.